# Castell dels Vélez
El castell dels Vélez o castell de Los Fajardo crida l'atenció al visitant en aproximar-se a Mula (Regió de Múrcia, Espanya) que des de l'altura vigila els avatars diaris de la població, el pas del temps ha deixat nombroses petjades en aquesta emblemàtica construcció realitzada no per protegir el poble, sinó per sotmetre-ho.

## Història
Són moltes les fonts documentals que ens parlen del castell, Emilio Molina, en l'Aproximació a l'estudi de Mula islàmica ens dona la referència del famós viatger del segle xii, Al-Idrisi, que ens informa de l'existència d'una fortalesa en el lloc, Alfons X el Savi fa referència a la fortalesa i ens diu Mula, es villa de gran fortaleza et bien cercada, et el castiello della es como alcazar alto et fuerte bien torrado... Segons l'estudi de Juan González Castany, la fortalesa al segle xv posseïa un albacar amb una muralla cap al nord, una primera muralla que protegia els aljubs i una segona que custodiava les dues parròquies recentment convertides al cristianisme. Aquestes muralles persisteixen en l'actualitat com a part fonamental del castell del segle xvi.
El fill d'Alonso Yáñez, Pedro Fajardo (avançat del regne de Múrcia i marquès dels Vélez) és humiliat quan en 1520, els pobladors de Mula, alçats en comunitat li fan jurar el respecte dels privilegis que Ferran III va donar a la vila, d'aquesta manera va començar el plet del concejo de l'ajuntament contra el marquès. El marquès va reaccionar davant aquesta situació amb la construcció de la seva fortalesa per assegurar-se la submissió dels ciutadans de Mula.

## Construcció del castell

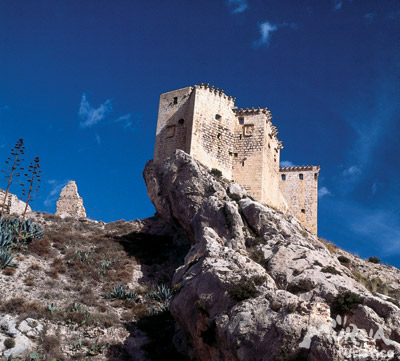
Castell dels Vélez.

Davant la construcció del castell, el marquès es va trobar amb dos problemes fonamentals: l'existència d'una fortalesa anterior i la segona i més important, la negativa dictada pels Reis Catòlics i Carles I de construir noves fortaleses a Espanya amb l'excepció de les fortaleses cristianes. Segons Nicolás Acer i Abad, el marquès va posar una làpida falsa, a la torre de l'homenatge, que li va permetre la seva construcció:
Marchio Petrus Fagiardus Primus hanc turrin erexit, marcentenque arcem olim ab Antinino Augusto Pio structam reaedificavit, inmperante Carolo Caesare IIIII. Hispaniarum Rege domino suo. En cap moment August Pius va passar per aquestes terres, ja que la fortalesa no era romana sinó musulmana.
La reconstrucció data de l'any 1524 segons la inscripció d'una altra làpida. Segons l'historiador de Mula, Juan González Castany, el tracista va ser Luis Fajardo, possible mestre d'obres de la casa dels Vélez.
La major aportació a l'estudi del Castell de Mula és d'Edwar Cooper on va fer una comparació amb els castells de Vélez Blanco i Coves d'Almansora a Almeria, els tres pertanyents al marquès.

## Arquitectura

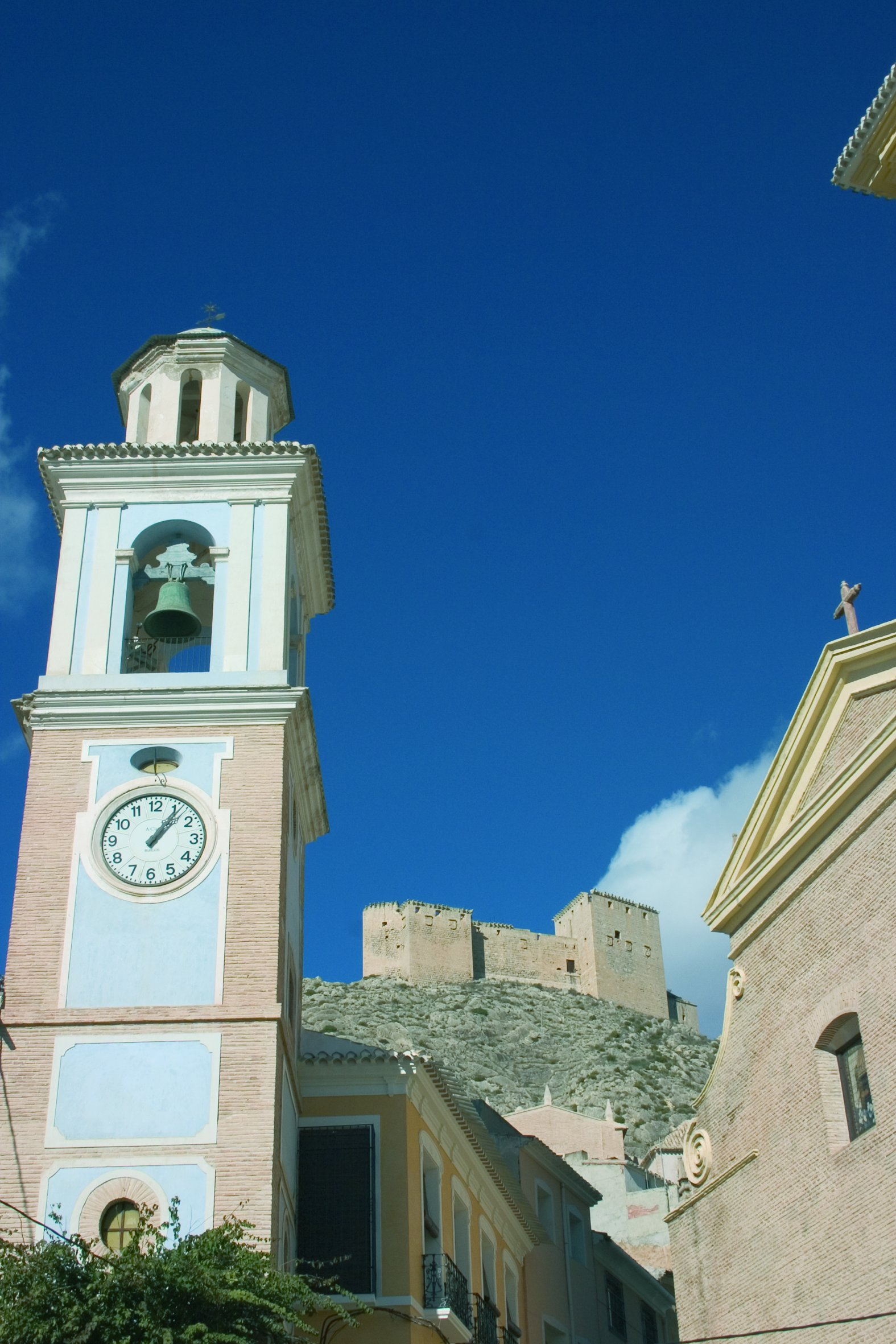
Castell dels Vélez, vist des de Mula.

L'arquitectura del castell és renaixentista de caràcter defensiu i de formes simples, situat sobre un penyal de roca. De les dues entrades, a una d'elles s'accedeix mitjançant la part alta de la muralla i torrasses de l'antic alcàsser musulmà a més d'un pont llevadís. Conté quatre elements diferenciadors: una torre de l'homenatge, una nau central amb volta de canó, un adossat a la nau i un aljub.
Les obres es van realitzar en quatre fases: la primera és molt tosca, la segona i tercera fase s'acaba amb la torre de l'homenatge i aljub, i la fase final acaba amb la volta de canó, escala del soterrani, masmorres i aljub.
L'accés a la torre de l'homenatge es fa mitjançant una passarel·la llevadissa, que actualment ha estat substituïda per un pont fix. Així en cas de conflicte i presa del castell per l'enemic, la guarnició podria resistir a l'interior de la torre estant proveïda de l'aigua, ja que posseeix un sistema de recollida d'aigües que cau al pati i es dirigeixen a l'aljub, al costat de la torre.

## Decoració i inscripcions
El castell manca de decoració, ja que no és la residència oficial del marquès, no obstant això deixa constància de la seva persona en els vuit escuts d'armes pertanyents a la família Fajardo i Silva.
En menor mesura es poden apreciar les marques de picapedrers que ens aclareixen les etapes de construcció del castell.

## Estructura
Accedim a l'interior del castell per un pont llevadís, on podem gaudir de la vista de la vall del riu Mula en la cara nord de la construcció, entrant directament a la nau on podem observar la volta de mig canó i podem observar la xemeneia de la guarnició i uns apuntalaments de pedra sobre els quals es recolzava l'antic sostre de fusta. Ens encaminem cap a les escales d'ascensió al terrat baix, on es pot observar el municipi.

## Végeu també
- Castell de Despeñaperros.
- Castell de la Concepció.
- Castell de Sant Joan de les Águilas.
- Castell de Sant Julià.
- Castell dels Moros.